# Monumento a Garibaldi (Siena)
Il monumento a Garibaldi è una statua equestre in bronzo situata a Siena, nei giardini della Lizza.

## Storia
Pochi giorni dopo la morte di Giuseppe Garibaldi, il consiglio comunale senese decise di voler onorare la memoria del Generale con l'erezione di un monumento, tuttavia i lavori furono rallentati dai lunghi dibattiti circa la sua collocazione migliore.
Si dovette infatti attendere il 1891 per affidare l'incarico allo scultore Raffaello Romanelli e altri cinque anni per l'inaugurazione dell'opera, che fu scoperta il 20 settembre 1896, nella ricorrenza della presa di Roma.

## Descrizione
Il monumento equestre riproduce la figura di Garibaldi nelle classiche vesti che lo videro protagonista del Risorgimento, con la camicia rossa e la testa coperta dal berretto. La spada inguainata pende sul fianco del Generale, il quale, fermato il cavallo e appoggiata la mano destra sul dorso dell'animale, sembra rivolgere lo sguardo ai suoi uomini.
Sul basamento si trovano due bassorilievi: lo Sbarco a Marsala e la Battaglia di Mentana.
Ai lati sono riportati inoltre i nomi di significative battaglie garibaldine: Montevideo, Sant'Antonio, Milazzo, Volturno, Varese, Monte Suello, Solferino, Bezzecca, Roma 1849, Aspromonte, Calatafimi, Digione.